# Smalglim
Smalglim (Silene borysthenica) är en nejlikväxtart som först beskrevs av Leopold F. Gruner, och fick sitt nu gällande namn av Walters. Smalglim ingår i släktet glimmar, och familjen nejlikväxter. Arten förekommer tillfälligt i Sverige, men reproducerar sig inte.